# Paramathes nona
Paramathes nona là một loài bướm đêm trong họ Noctuidae.